# بيركمان
بيركمان هي قرية في مقاطعة سراب، إيران. في تعداد عام 2006 ، لوحظ وجودها، ولكن لم يتم الإبلاغ عن سكانها.